# Jon Harris
Jon Harris (Sheffield, 11 luglio 1967) è un montatore, regista e produttore cinematografico britannico.

## Filmografia

### Montatore

#### Cortometraggi
- Holiday Romance, regia di J.J. Keith (1998)
- The Second Death, regia di John Michael McDonagh (2000)
- Occasional, Strong, regia di Steve Green (2002)
- The Banker, regia di Hattie Dalton (2004)
- The Pond, regia di Sonja Phillips (2008)

#### Lungometraggi
- The Turnaround, regia di Suri Krishnamma (1995) (assistente al montaggio di Ian Sutherland)
- Sabato nel pallone (When Saturday Comes), regia di Maria Giese (1996) (secondo assistente al montaggio di George Akers)
- L'agente segreto (The Secret Agent), regia di Christopher Hampton (1996) (secondo assistente al montaggio di George Akers)
- Snatch - Lo strappo (Snatch), regia di Guy Ritchie (2000)
- Il gioco di Ripley (Ripley's Game), regia di Liliana Cavani (2002)
- Dot the I - Passione fatale (Dot the I), regia di Matthew Parkhill (2003)
- The Calcium Kid, regia di Alex De Rakoff (2004)
- The Pusher (Layer Cake), regia di Matthew Vaughn (2004)
- The Descent - Discesa nelle tenebre (The Descent), regia di Neil Marshall (2005)
- Being Cyrus, regia di Homi Adajania (2005)
- Il quiz dell'amore (Starter for 10), regia di Tom Vaughan (2006)
- Stardust, regia di Matthew Vaughn (2007)
- Eden Lake, regia di James Watkins (2008)
- The Descent Part 2 (2009) - anche regia
- Kick-Ass, regia di Matthew Vaughn (2010)
- 127 ore (127 Hours), regia di Danny Boyle (2010)
- The Woman in Black, regia di James Watkins (2012)
- In trance, regia di Danny Boyle (2013)
- I due volti di gennaio (The Two Faces of January), regia di Hossein Amini (2014)
- T2 Trainspotting, regia di Danny Boyle (2017)
- Yesterday, regia di Danny Boyle (2019)
- The King's Man, regia di Matthew Vaughn (2020)
- La nave sepolta (The Dig), regia di Simon Stone (2021)
- Speak No Evil - Non parlare con gli sconosciuti (Speak No Evil), regia di James Watkins (2024)
- 28 anni dopo (28 Years Later), regia di Danny Boyle (2025)

### Regista
- The Descent Part 2 (2009)

### Produttore
- Filth, regia di Jon S. Baird (2013)

## Riconoscimenti
- British Independent Film Awards 2005: Miglior contributo tecnico – The Descent - Discesa nelle tenebre
- BAFTA al miglior montaggio
  - 2010: candidato – 127 ore
- Oscar al miglior montaggio
  - 2011: candidato – 127 ore